# Lucio Modestini
Bl. Lucio (Lukezije) Modestini, poznat i kao Lucije Poggibonsijski, prema franjevačkoj predaji osnivač Trećeg reda sv. Franje, zajedno sa suprugom Buonadonnom de' Segni. Potvrdom pape Grgura X., supruga i on štuju se kao blaženici među članovima reda.

## Životopis
Smatra se da je rođen u selu Gaggianu kod Poggibonsija između 1880. i 1882. godine. Bio je suvremenik sv. Franje Asiškog. Prema nekim izvorima, u mladosti je bio plaćenik gibelinske vojske te se, skrasivši u Poggibonsiju, oženio Buonom de' Segni, zvanu Buonadonna (»ljepotica«). Postao je trgovac, uslužujući hodočasnike koji su danju prolazili gradom. Prema životopisima, kao trgovac bijaše potpuno usmjeren na svoju djelatnost i materijalna dobra. U jednom trenutku doživljava obraćenje te se posvećuje djelima milosrđa, molitvi i bogoslužju, a kasnije i askezi i postu, odijevajući se u habit i spavajući na podu. U tomu mu se pridružuje i supruga te su ubrzo napustili trgovinu i razdijelili imetak gradskoj sirotinji, zadržavši tek dio zemlje za poljoprivredu.
U Poggibonsiju susreće Franju Asiškog te on i supruga, prema franjevačkoj predaji, postaju prvim članovima Trećeg reda sv. Franje, novoosnovanog ogranka franjevačkog reda za laike i osobe posvećenog života. Smatra se da je Red utemeljen 1221. godine. Teško se razboljevši sedam godina kasnije, umire 28. travnja 1260. zajedno sa svojom ženom, okrjepljeni svetim sakramentima.

## Štovanje
Blaženog Lukezija i Bounadonnu štuju osobito pripadnici franjevačkog svjetovnog reda. U Poggibonsiju postoji bazilika bl. Lukezija, a 28. travnja uz vjerski i kulturni program slavi se njegov spomendan.

## Vanjske poveznice
Mrežna mjesta
- Blaženi Lukezij in Buonadonna – prva člana Frančiškovega svetnega reda, Brat Frančišek 5/2021. (str. 22-23) (slov.)